# ジョン・モーズリー・ターナー
ジョン・モーズリー・ターナー（John Mosely Turner、1856年6月15日 - 1968年3月21日）は、1966年1月から死去まで長寿世界一であったイギリス人男性。1968年のギネスブックに記載された。
1856年6月、ロンドン生まれ。73歳のときに盲人になったという。1968年3月、ロンドンの自宅にて死去。111歳と280日。